# Euronat
Pour l’article homonyme, voir Euronat (association).
Euronat est un centre de vacances naturistes. Il a ouvert ses portes en 1975. Il est situé à Grayan-et-l'Hôpital, à quelques kilomètres d'un autre centre naturiste : le CHM-Montalivet ouvert depuis 1950.
Euronat couvre une surface de 335 hectares située en bordure de la plage naturiste de Dépée, longue de 1,8 kilomètre. Le centre contient plus de 1 400 emplacements de camping, 500 bungalows ainsi que 70 mobile-homes à la location et environ 1 200 chalets en tout. Des personnes résident toute l'année à Euronat.
La nudité intégrale n'est pas toujours respectée. Une étude publiée par un guide des campings naturistes évalue cette nudité à presque 60 %.
À partir de 2023, un conflit juridique oppose la société Euronat à la municipalité de Grayan-et-l'Hôpital qui considère qu'Euronat est l'auteur de « nombreuses irrégularités » et ne verse pas à la commune un loyer suffisant au regard des constructions effectives sur le site.